# Крушевачко позориште
Крушевачко позориште је једна од најстаријих установа културе у Крушевцу које је под овим именом основано 29. марта 1946.

## Зачеци Крушевачког позоришта
Прво позориште које се везује за Крушевац је путујуће позориште „Цар Лазар” које је основао комичар Душан Кујунџић (1878—1944), почело је да ради 1946. Четири године по распуштању овог позоришта, после балканских ратова, 1914. у Крушевцу се формира државно позориште. Позоришни савет који је именовао министар просвете Краљевине Србије је одредио Крушевац за седиште Повлашћеног позоришта „Јоаким Вујић” (пре тога са седиштем у Пожаревцу). Управник позоришта је био Коста Делини, а покривало је територију Крушевца, Краљева, Чачка, Ужица, Горњег Милановца, Рибарске бање и Сокобање.

## Од Народног до Крушевачког позоришта
Од укидања Народног до оснивања Крушевачког позоришта прошло је десет година. Биоскоп „Јастребац” је уз велики напор исељен из зграде позоришта и у оквиру адаптације бивше зграде Општине Крушевац је проширен позоришни простор за 200 m². Адаптација рађена по пројекту Предрага Вертовшека и трајала је две године, њено финансирање је само делимично вршено из средстава Фонда за културу, а у већем обиму донаторством организација крушевачке привреде. Студио је водио Милорад Ђорговић, а предавачи су били Борисав Михаиловић и редитељи који су радили на припреми позоришних комада у Крушевцу. Планирано је да се мала ноћна сцена у овом позоришту назове по глумцу Марку Живићу.

## Глумци
У Крушевачком позоришту су своје прве улоге остварили многи познати српски глумци међу којима су Радмила Савићевић, Михајло Бата Паскаљевић, Божидар Савићевић, Милан Пузић, Миодраг Петровић Чкаља, Зорица Стефановић, Љиљана Токовић, Драгица Томаш, Олга Станисављевић, Властимир Ђуза Стојиљковић и Ташко Начић, као и многи млађи глумци који су своја глумачка искуства стекли у овом позоришту попут Сергеја Трифуновића, Војина Ћетковића, Наташе Тапушковић, Катарине Марковић и других.

## Галерија
- Улаз у позориште
- Позориште споља
- Сцена
- Репертоар
- Улазни хол
- Хол позоришта
- Крушевачко позориште
- Позориште споља